# تشرتش لوتون (تشيشير)
تشرتش لوتون (بالإنجليزية: Church Lawton)‏ هي قرية وأبرشية مدنية تقع في المملكة المتحدة في إنجلترا. يقدر عدد سكانها بـ 2,201 نسمة .

## أعلام
- تشارلي بورغس